# 아키바 다다히로
아키바 다다히로(일본어: 秋葉 忠宏, 1975년 10월 13일 ~ )는 일본의 전직 축구 선수이자 현 축구 지도자로 현역 시절 포지션은 미드필더였으며 아키바 노부히데와는 사촌 지간이다.

## 구단 경력
1994년 J1리그의 제프 유나이티드 이치하라에 입단했다. 1996년까지 54경기에 출전하여, 2득점을 넣었다. 1997년부터 1998년까지 아비스파 후쿠오카와 세레소 오사카에서 뛰었다. 1999년 J2리그의 알비렉스 니가타로 이적했다. 2003년 J2리그 우승으로 J1리그로 승격했다. 2004년까지 204경기에 출전하여, 2득점을 넣었다. 2005년부터 2008년까지 J2리그의 도쿠시마 보르티스와 더스파 구사쓰에서 뛰었다. 그후 SC 사가미하라에서 활동했다. 2010년후 현역 은퇴.

## 국가대표팀 경력
그는 1995년 FIFA 세계 청소년 축구 선수권 대회에 참가할 일본 U-20 국가대표팀에 발탁되었으며, 4경기에 출전했다.
1996년 하계 올림픽에 참가할 일본 U-23 국가대표팀에 발탁되었으며, 1경기에 출전했다.